# NGC 4383
NGC 4383 ist eine aktive Spiralgalaxie mit ausgedehnten Sternentstehungsgebieten vom Hubble-Typ Sa im Sternbild Coma Berenices am Nordsternhimmel. Sie ist schätzungsweise 74 Millionen Lichtjahre von der Milchstraße entfernt und hat einen Durchmesser von etwa 45.000 Lj. Die Galaxie ist unter der Katalognummer VCC 874 als Mitglied des Virgo-Galaxienhaufens gelistet.

Im selben Himmelsareal befinden sich u. a. die Galaxien NGC 4350, NGC 4405, IC 787, IC 792.
Das Objekt wurde am 23. Mai 1862 von Eduard Schönfeld entdeckt.